# Associazione Sportiva Gubbio 1910 2023-2024
Questa voce raccoglie le informazioni riguardanti l'Associazione Sportiva Gubbio 1910 nelle competizioni ufficiali della stagione 2023-2024.

## Rosa
Rosa aggiornata al 9 maggio 2024.
| N. |                   | Ruolo | Calciatore          |
| -- | ----------------- | ----- | ------------------- |
| 1  | Italia (bandiera) | P     | Filippo Manganelli  |
| 3  | Italia (bandiera) | D     | Mario Mercadante    |
| 4  | Italia (bandiera) | D     | Alessandro Tozzuolo |
| 5  | Italia (bandiera) | C     | Alessandro Mercati  |
| 6  | Italia (bandiera) | C     | Federico Casolari   |
| 7  | Italia (bandiera) | C     | Alessio Di Massimo  |
| 8  | Italia (bandiera) | C     | Giacomo Rosaia      |
| 10 | Italia (bandiera) | C     | Jacopo Desogus      |
| 11 | Italia (bandiera) | A     | King Udoh           |
| 15 | Italia (bandiera) | D     | Andrea Signorini    |
| 16 | Italia (bandiera) | D     | Bernardo Calabrese  |
| 18 | Italia (bandiera) | C     | Luca Chierico       |

| N. |                    | Ruolo | Calciatore           |
| -- | ------------------ | ----- | -------------------- |
| 19 | Italia (bandiera)  | D     | Gabriele Morelli     |
| 20 | Italia (bandiera)  | C     | Alessio Brambilla    |
| 21 | Italia (bandiera)  | D     | Francesco Corsinelli |
| 22 | Italia (bandiera)  | P     | Thomas Vettorel      |
| 23 | Italia (bandiera)  | D     | Christian Dimarco    |
| 25 | Italia (bandiera)  | D     | Lorenzo Guerrini     |
| 28 | Italia (bandiera)  | A     | Marco Spina          |
| 29 | Italia (bandiera)  | A     | Alessandro Galeandro |
| 31 | Italia (bandiera)  | D     | Roberto Pirrello     |
| 77 | Italia (bandiera)  | P     | Stefano Greco        |
| 78 | Francia (bandiera) | C     | Jonathan Bumbu       |
| 99 | Italia (bandiera)  | A     | Gabriele Bernardotto |

## Calciomercato

### Sessione estiva(dall'1/7 all'1/9)
| Acquisti | Acquisti | Acquisti | Acquisti |
| R.       | Nome     | da       | Modalità |
| -------- | -------- | -------- | -------- |

| Cessioni | Cessioni | Cessioni | Cessioni |
| R.       | Nome     | a        | Modalità |
| -------- | -------- | -------- | -------- |

### Sessione invernale(dal 1/1 al 31/1)
| Acquisti | Acquisti | Acquisti | Acquisti |
| R.       | Nome     | da       | Modalità |
| -------- | -------- | -------- | -------- |

| Cessioni | Cessioni | Cessioni | Cessioni |
| R.       | Nome     | a        | Modalità |
| -------- | -------- | -------- | -------- |

## Risultati

### Serie C

#### Girone di andata
| 1ª giornata |  | – |  |  |

| 2ª giornata |  | – |  |  |

| 3ª giornata |  | – |  |  |

| 4ª giornata |  | – |  |  |

| 5ª giornata |  | – |  |  |

| 6ª giornata |  | – |  |  |

| 7ª giornata |  | – |  |  |

| 8ª giornata |  | – |  |  |

| 9ª giornata |  | – |  |  |

| 10ª giornata |  | – |  |  |

| 11ª giornata |  | – |  |  |

| 12ª giornata |  | – |  |  |

| 13ª giornata |  | – |  |  |

| 14ª giornata |  | – |  |  |

| 15ª giornata |  | – |  |  |

| 16ª giornata |  | – |  |  |

| 17ª giornata |  | – |  |  |

| 18ª giornata |  | – |  |  |

| 19ª giornata |  | – |  |  |

#### Girone di ritorno
| 20ª giornata |  | – |  |  |

| 21ª giornata |  | – |  |  |

| 22ª giornata |  | – |  |  |

| 23ª giornata |  | – |  |  |

| 24ª giornata |  | – |  |  |

| 25ª giornata |  | – |  |  |

| 26ª giornata |  | – |  |  |

| 27ª giornata |  | – |  |  |

| 28ª giornata |  | – |  |  |

| 29ª giornata |  | – |  |  |

| 30ª giornata |  | – |  |  |

| 31ª giornata |  | – |  |  |

| 32ª giornata |  | – |  |  |

| 33ª giornata |  | – |  |  |

| 34ª giornata |  | – |  |  |

| 35ª giornata |  | – |  |  |

| 36ª giornata |  | – |  |  |

| 37ª giornata |  | – |  |  |

| 38ª giornata |  | – |  |  |